# Gussew
Gussew (russisch Гусев), deutsch Gumbinnen (litauisch Gumbinė), ist eine Rajonstadt in der russischen Oblast Kaliningrad mit 29.234 Einwohnern (Stand 1. Oktober 2021). Die Stadt, bis 1945 als Teil Ostpreußens zu Deutschland zugehörig, ist heute Verwaltungssitz der kommunalen Selbstverwaltungseinheit Stadtkreis Gussew.

## Geographische Lage
Die Stadt liegt im historischen Ostpreußen am Zusammenfluss der Flüsse Pissa (prußisch pisa, pisse: tiefer Sumpf/grundloser Morast, wo nur kleine Birken und Fichten wachsen) und Krasnaja (dt. Rominte: prußisch roms, rams: still, ruhig) auf 57 Meter über NN, etwa 105 Kilometer östlich der Stadt Königsberg (Kaliningrad) und 25 Kilometer östlich der Stadt Insterburg (Tschernjachowsk).

## Geschichte

Gumbinnen östlich der Stadt Insterburg auf einer Landkarte von 1908

„Neue Regierung“, Gebäude der ehem. preußischen Bezirksregierung in der Innenstadt (1908–1910 von Richard Saran), Aufnahme 2010

### Gründung
Anhand von Bodenfunden ist bekannt, dass an der Romintemündung bereits nach Ende der Eiszeit um 9000 v. Chr. eine Siedlung vorhanden war. Vor der Eroberung des prußischen Gebietes durch den Deutschen Ritterorden im 13. Jahrhundert gab es hier Befestigungsanlagen wie die Burg Otholicha und eine Schanzburg bei Plicken. Zur Gründungszeit des Herzogtums Preußen 1525 wurde erstmals eine Siedlung namens Kulligkehmen (eingefriedetes Dorf: kullike: Beutel und kaimas: Dorf) erwähnt, während auf einer Landkarte von 1576 an der Mündung der Rominte in die Pissa ein Ort namens Bisserkeim verzeichnet ist (Pisserkeim von pissa: tiefer Sumpf und caymis, kaimas: Dorf, Ort). Bereits 1580 wurde die Ortsbezeichnung Gumbinnen erstmals urkundlich erwähnt, sie stammt wahrscheinlich aus dem Litauischen (litauisch: gumbine: Knotenstock, knorrige Äste). Zur Zeit des Dreißigjährigen Krieges bestand das Dorf Gumbinnen aus einigen an beiden Seiten der Pissa gelegenen Gehöften und einer Kirche, die der preußische Herzog Albrecht 1545 hatte errichten lassen.

### Aufstieg in Preußen

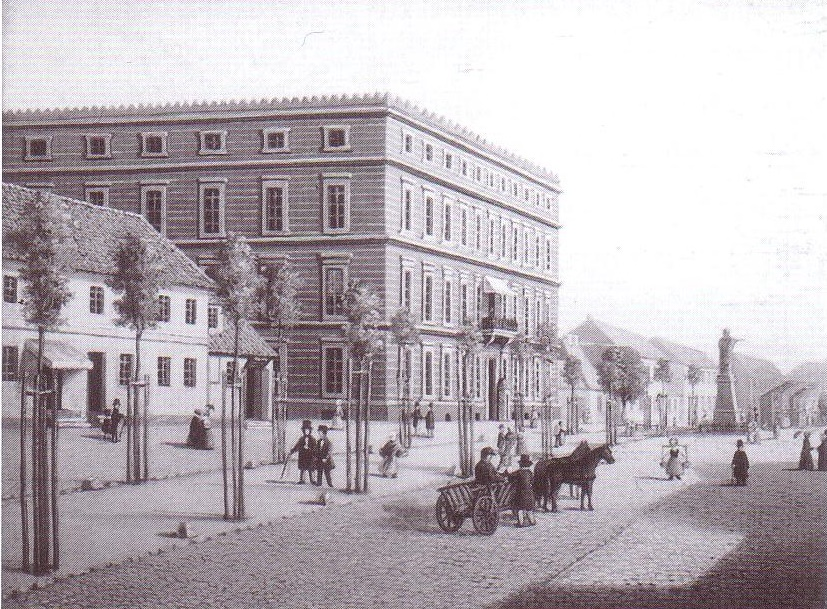
Regierungsgebäude in Gumbinnen mit dem Denkmal Friedrich Wilhelms I. (C. F. Keßler, 1844)
(„Alte Regierung“, nach dem Krieg nicht wieder aufgebaut)

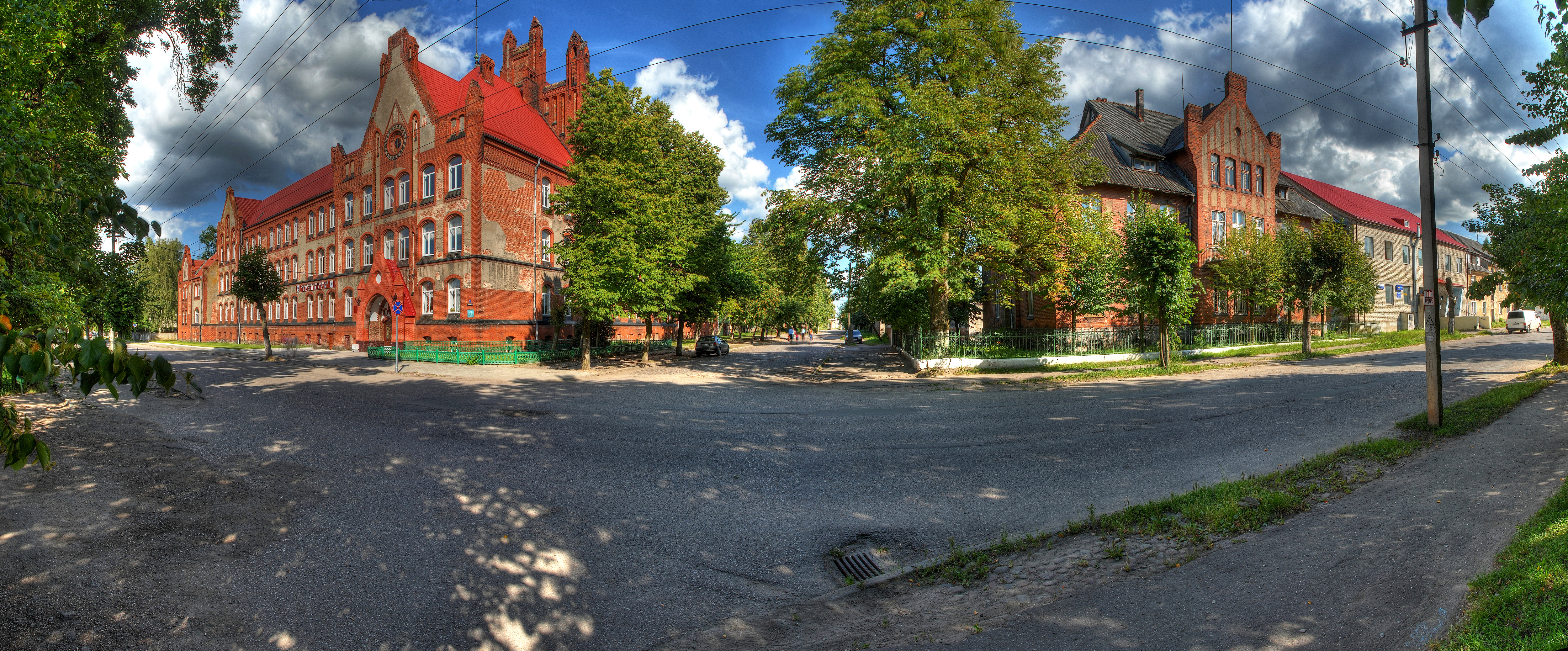
Ehemaliges Friedrichsgymnasium

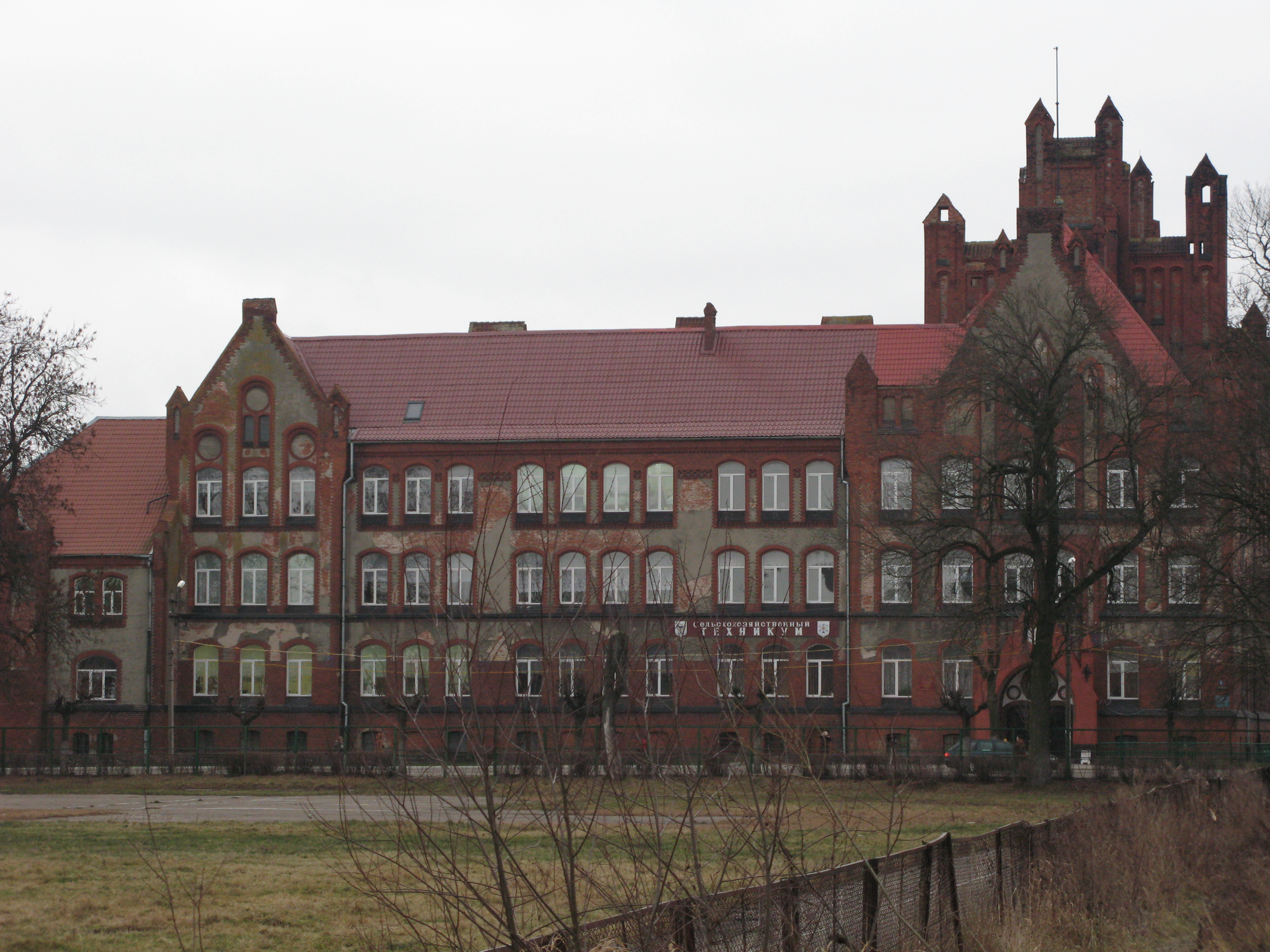
Gebäude der ehemaligen Schule für Landwirtschaft (Aufnahme 2008)

Während des Tatareneinfalls 1656 und der Pestjahre 1709/11 wurde Gumbinnen wie das ganze spätere Ostpreußen schwer in Mitleidenschaft gezogen. Durch das von Preußenkönig Friedrich Wilhelm I. ins Leben gerufene Besiedelungsprogramm erfuhr auch Gumbinnen, dem der König am 24. Mai 1724 das Stadtrecht verliehen hatte, einen spürbaren Aufschwung. Nach der Großen Pest kamen Schweizer Reformierte 1710 als erste Neusiedler in die ausgestorbene Stadt. Sie brachten ihren eigenen Prediger mit und errichteten 1739 eine eigene Kirche. Ab 1732 entwickelte sich Gumbinnen zum Zentrum der Salzburger Exulanten. Mit dem Salzburgerhospital und der 1752 errichteten Salzburger Kirche bewahren sie ihre Identität bis heute.

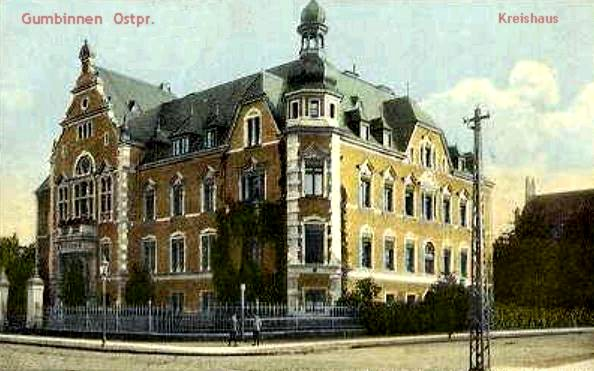
Kreishaus um 1900

Bereits 1727 schloss sich die auf der Südseite der Rominte entstandene Neustadt der Altstadt an. Am 19. August 1736 gründete Friedrich Wilhelm I. in Gumbinnen eine Kriegs- und Domänenkammer als Verwaltungszentrum der Region. Zu dieser Zeit lebten etwa 2.100 Menschen in der Stadt. Im Siebenjährigen Krieg war Gumbinnen von 1757 bis 1762 von russischen Truppen besetzt. Während des Koalitionskrieges gegen Napoléon Bonaparte lagerten 1807 französische Soldaten in der Stadt, die obendrein noch 89.000 Taler an Kontributionen aufzubringen hatte. Im Russlandfeldzug 1812 marschierte die Grande Armée durch Gumbinnen. Napoleon hielt sich vier Tage in der Stadt auf.
Schon um die Mitte des 16. Jahrhunderts wird in Gumbinnen eine Schule erwähnt, die sich neben der Kirche befand.
Mit dem Friedrichs-Gymnasium hatte Gumbinnen eine höhere Schule, deren Anfänge auf das Jahr 1724 zurückgehen. Der Status eines Gymnasiums war der Lehranstalt im Jahr 1812 zuerkannt worden.
Seit 1808 war Gumbinnen Amtssitz der Regierung in Gumbinnen, damals Litthauische Regierung zu Gumbinnen genannt, deren Präsident von 1809 bis 1816 Theodor von Schön war. Dieser setzte sich maßgeblich dafür ein, dass ab 6. Januar 1812 in Gumbinnen das Intelligenz-Blatt für Litthauen erschien, und schrieb auch dessen ersten Leitartikel. Am 1. September 1818 wurde Gumbinnen Kreisstadt für den Kreis Gumbinnen. Mitte des 19. Jahrhunderts verfassten die Stadtväter eine Eingabe an den preußischen König Friedrich Wilhelm IV., um den anrüchigen Namen der durch ihren Ort fließenden Pissa zu ändern. Der König soll (vielleicht beeinflusst von Alexander von Humboldts Berichten über dessen Südamerikareisen) humorvoll geantwortet haben: „Genehmigt; ich schlage vor: Urinoko.“
Mit drei großen Kasernen war die Stadt eine bedeutende Garnison der Preußischen Armee. 1850 wurde die Oberpostdirektion errichtet, 1854 die erste Telegrafenstation und 1898 der Fernsprechdienst. Ab dem 4. Juni 1860 führte die Preußische Ostbahn durch die Stadt, womit diese an wirtschaftlicher Bedeutung gewann. Zum Ende des 19. Jahrhunderts hatten hier unter anderem eine Eisengießerei, eine Maschinenfabrik mit Dampfhammer, eine Möbelfabrik, eine Weberei, zwei Dampfsägemühlen, mehrere Ziegeleien und eine Molkerei ihre Standorte. Nach dem Ersten Weltkrieg kam das Ostpreußenwerk (Elektrizitätswerk Gumbinnen) hinzu, das ganz Ostpreußen mit Strom versorgte. 1903 wurde ein Bismarckturm nach Plänen von Paul Gyssling errichtet. Am Anfang des 20. Jahrhunderts hatte Gumbinnen drei evangelische Kirchen, eine katholische Kirche, eine Synagoge, ein Gymnasium mit Realschule, eine landwirtschaftliche Winterschule, eine Oberpostdirektion, ein Amtsgericht und war bis 1945 Sitz des Regierungsbezirks Gumbinnen, des östlichsten Regierungsbezirks im Deutschen Reich.

### Erster Weltkrieg und Weimarer Republik
Zu Beginn des Ersten Weltkriegs fand am 18. und 19. August 1914 vor der Stadt die Schlacht bei Gumbinnen zwischen deutschen und eingedrungenen russischen Truppen statt. Die hier erfolgreiche deutsche Armee wurde dann jedoch aus Furcht vor Umklammerung zurückgenommen. Der größte Teil der Bevölkerung flüchtete nach Insterburg und teilweise weiter westwärts. Ab 22. August stand Gumbinnen für einige Wochen unter russischer Besatzung. Im Rahmen der Schlacht an den Masurischen Seen kehrten am 12. September deutsche Truppen in die Stadt zurück. Im Februar 1915 konnten während der Winterschlacht in Masuren die Russen ganz aus dem Kreis Gumbinnen über die Grenze zurückgedrängt werden. Im Kreisgebiet – einschließlich Gumbinnen selbst – wurden über 2100 Gräber deutscher und über 2000 russischer Soldaten angelegt, die bei den Kämpfen 1914/15 gefallen waren.

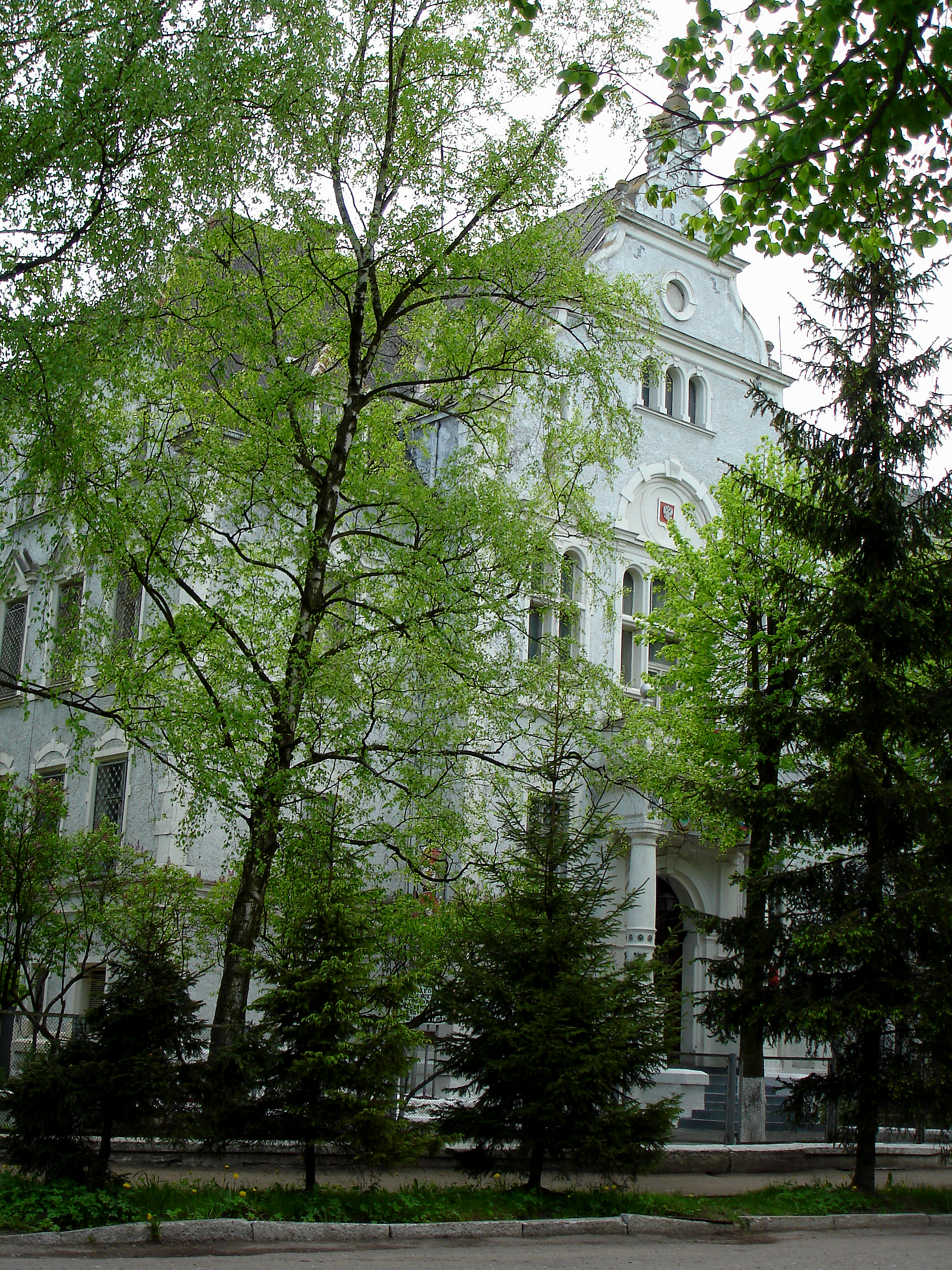
Ehemaliges Kreishaus von Gumbinnen (2008)

### Zweiter Weltkrieg
Im Zweiten Weltkrieg warfen sowjetische Kampfflugzeuge am 23. Juni 1941, dem zweiten Tag des deutsch-sowjetischen Krieges, die ersten Bomben auf Gumbinnen. Neun Menschen starben. Im Sommer 1943 nahmen Gumbinnen und der Kreis Gumbinnen 10.000 Luftkriegsflüchtlinge aus Berlin auf. Am 20., 21. und 25. August 1944 warfen sowjetische Tiefflieger Bomben auf Gumbinnen und beschossen es mit Bordwaffen. Mit Herannahen der Front begannen die ersten Evakuierungen der damals 24.000 Einwohner. Als bis dahin „schwärzester“ Tag ging der 16. Oktober 1944 in die Geschichte der Stadt ein. Am frühen Abend warfen sowjetische Flugzeuge 800 Spreng- und Brandbomben auf Gumbinnen. Ein Viertel aller Wohn- und Geschäftshäuser der Stadt brannten. Alle Kirchen, außer der Salzburger, gingen in Flammen auf, ebenso die „Alte Regierung“ (der 1741 gebaute Kornspeicher und Wahrzeichen der Stadt) und das Zollamt mit seinem markanten Giebel. Die Zahl der Toten war mit acht vergleichsweise niedrig, weil Gumbinnen schon teilweise geräumt war.
Truppen der Roten Armee führten vom 16. bis 30. Oktober 1944 die Gumbinnen-Goldaper Operation durch; es gelang ihnen nicht, über Gumbinnen nach Königsberg durchzubrechen.
Vom 21. bis 23. Oktober 1944 lieferte sich die Wehrmacht mit der Roten Armee nahe Gumbinnen eine Panzerschlacht, in deren Folge die Frontlinie weiter östlich stabilisiert wurde und bis zum Januar 1945 fortbestand. Am 13. Januar 1945 begannen sowjetische Truppen die Ostpreußische Operation. Der Angriff der sowjetischen 28. Armee (General A. A. Lutschinski) auf Gumbinnen wurde zunächst gestoppt; am Abend des 16. Januar brach sie durch das Verteidigungssystem. Die Truppen beschossen Gumbinnen mit Artillerie und besetzten es am 21./22. Januar 1945. Anschließend wurde die Stadt von der Sowjetunion zusammen mit der nördlichen Hälfte Ostpreußens besatzungsrechtlich in eigene Verwaltung genommen.

### Neuordnung nach dem Krieg: Sowjetunion
Im Jahr 1946 wurde die Stadt Gumbinnen zum Gedenken an den sowjetischen Hauptmann Sergej Iwanowitsch Gussew (1918–1945) in Gussew umbenannt und der russischen Teilrepublik der Sowjetunion zugeordnet. Gussew wurde Zentrum des Rajons Gussew innerhalb der aus militärischen Erwägungen heraus hermetisch abgeriegelten Oblast Kaliningrad. Nach Flucht und Vertreibung der einheimischen deutschen Bevölkerung wurde die Stadt mit Russen aus Zentralrussland und aus dem Gebiet des heutigen Föderationskreises Wolga sowie mit Weißrussen besiedelt. Es entstanden zahlreiche Neubauten in Plattenbauweise.

### Russische Föderation
Nach der Auflösung der Sowjetunion wurde die Oblast Kaliningrad mit Gussew zu einer russischen Exklave zwischen Litauen und der polnischen Woiwodschaft Ermland-Masuren. Seitdem hat Gussew mit großen wirtschaftlichen Problemen zu kämpfen. Nach offiziellen Angaben wurde jeder vierte Einwohner arbeitslos, obwohl in Gussew Elektro-, Futtermittel- und Trikotagenfabriken produzieren. Durch die Öffnung der Oblast kam es zu Kontakten zwischen ehemaligen und heutigen Einwohnern, insbesondere zwischen Behörden, Hilfsorganisationen und Kirchengemeinden.

### Demographie
| Jahr | Einwohner | Anmerkungen |
| ---- | --------- | --- |
| 1782 | 0 4798    | ohne die Garnison (ein Bataillon Infanterie), Einwohner sind Deutsche, Salzburger, Schweizer und Franzosen                                                           |
| 1816 | 0 5072    | [ 11 ] |
| 1831 | 0 6023    | [ 12 ] |
| 1875 | 0 9114    | [ 13 ] |
| 1880 | 0 9530    | [ 13 ] |
| 1890 | 12.207    | davon 269 Katholiken und 95 Juden |
| 1900 | 14.000    | mit der Garnison (ein Füsilierregiment Nr. 33, drei Schwadronen Dragoner Nr. 8 und eine Abteilung reitende Feldartillerie Nr. 1), davon 297 Katholiken und 126 Juden |
| 1910 | 14.540    | davon 13.679 Evangelische, 533 Katholiken und 149 Juden; 2200 Militärpersonen                                                                                        |
| 1925 | 19.002    | davon 18.198 Evangelische, 424 Katholiken, 20 sonstige Christen und 198 Juden                                                                                        |
| 1933 | 19.987    | davon 19.253 Evangelische, 413 Katholiken, sechs sonstige Christen und 161 Juden                                                                                     |
| 1939 | 22.181    | davon 20.842 Evangelische, 570 Katholiken, 375 sonstige Christen und 33 Juden                                                                                        |

| Jahr      | 1959   | 1970   | 1979   | 1989   | 2002   | 2010   | 2021   |
| --------- | ------ | ------ | ------ | ------ | ------ | ------ | ------ |
| Einwohner | 14.174 | 22.053 | 24.574 | 27.031 | 28.467 | 28.260 | 29.234 |

### Gussewskoje gorodskoje posselenije 2008–2013
Die städtische Gemeinde Gussewskoje gorodskoje posselenije (ru. Гусевское городское поселение) wurde im Jahr 2008 eingerichtet. Ihr gehörten an die Stadt Gussew sowie acht weitere Siedlungen, die vorher den Dorfbezirken Brjanski selski okrug, Furmanowski selski okrug, Lipowski selski okrug und Majakowski selski okrug zugeordnet waren. Im Jahr 2013 wurde die Gemeinde aufgelöst und deren Orte in den Stadtkreis Gussew eingegliedert.
| Ortsname                      | deutscher Name                       |
| ----------------------------- | ------------------------------------ |
| Brjanskoje (Брянское)         | Pruszischken/Preußendorf             |
| Furmanowo (Фурманово)         | Stannaitschen/Zweilinden und Luschen |
| Gussew (Гусев)                | Gumbinnen                            |
| Iwaschkino (Ивашкино)         | Kollatischken/Langenweiler           |
| Jarowoje (Яровое)             | Gertschen/Gertenau                   |
| Lipowo (Липово)               | Kulligkehmen/Ohldorf                 |
| Mitschurinskoje (Мичуринское) | Drücklershöfchen                     |
| Schaworonkowo (Жаворонково)   | Gerwischken/Richtfelde               |
| Sinjawino (Синявино)          | Kampischkehmen/Angereck              |

### Historisches Wappen
Blasonierung: „Schräglinks geteilt; oben in Rot der schwarze preußische Adler mit seinen Attributen, aus der Teilungslinie wachsend, unten in Rot ein steigender schwarzer Pfeil.“

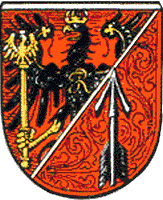
Wappen von Gumbinnen

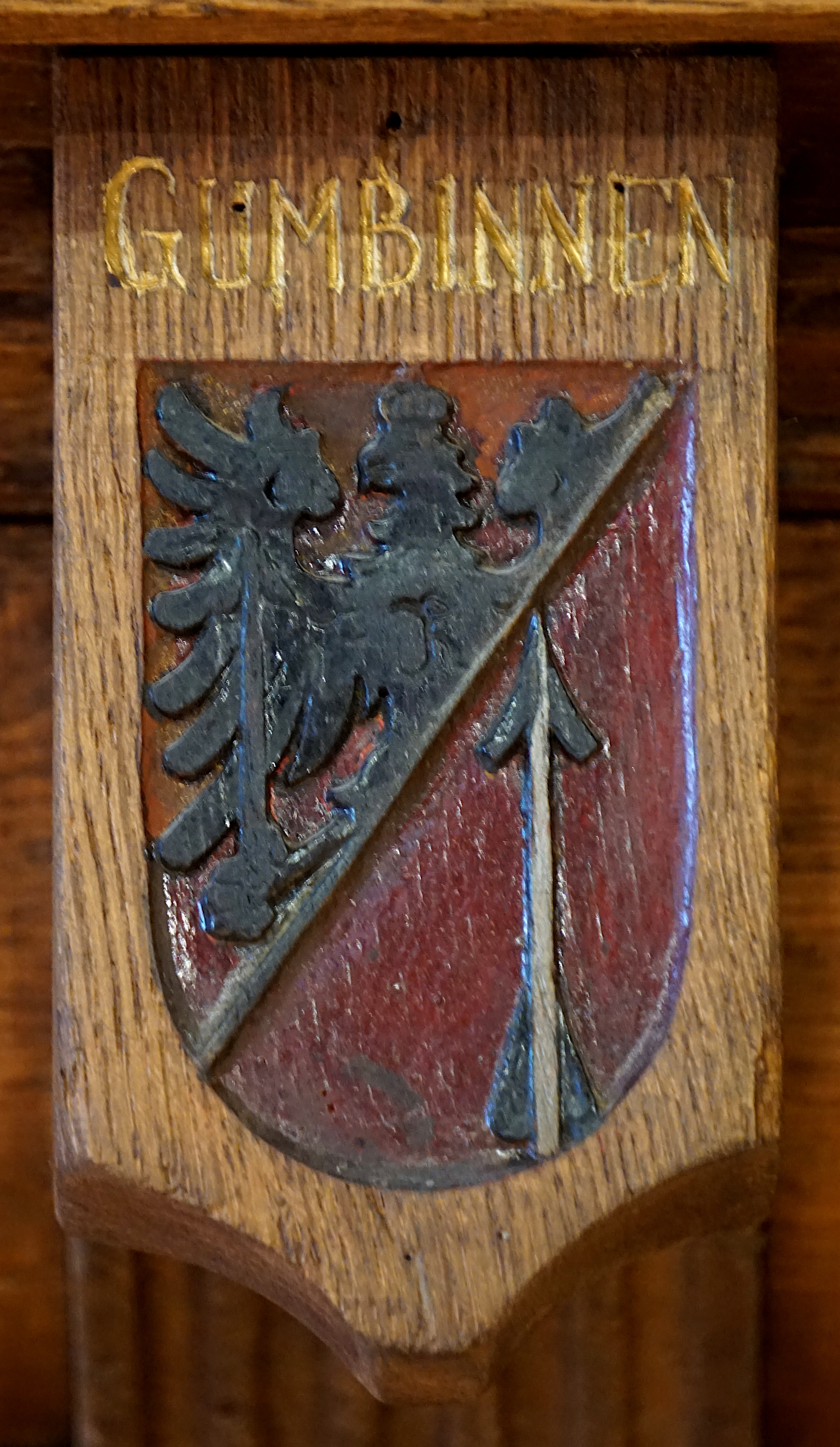
Altes Wappen von Gumbinnen im Plenarsaal des altstädtischen Rathauses in Danzig

Am 6. April 1722 erhob König Friedrich Wilhelm I. den Ort zur Stadt und gab ihr zum Insiegel „in einem schräg geteilten Schilde in der oberen Hälfte in einem rothen Feld zur Rechten unseren Königlichen schwarzen halben Adler, mit einem aufrecht ausgebreiteten Flügel, in der andern Unterhälfte des Schildes zur Linken in einem rothen Felde einen schwarzen aufrecht fliegenden Pfeil, oben mit unterwärts gehenden Zacken“. Für das erste Feld dürfte ein Schreibfehler vorliegen. Doch zeigt ein großes Magistratssiegel mit der Jahreszahl 1724 tatsächlich beide Felder rot schraffiert, während das kleine Siegel STADT GUMBINNEN 1724 nur den preußischen Adler mit allen Abzeichen enthält.

## Verkehr
Durch den Ort verläuft die ehemalige Reichsstraße 1 und heutige Europastraße 28 Kaliningrad–Vilnius, von der im Stadtgebiet die Fernstraße nach Sowetsk (früher Tilsit) abzweigt. Ebenfalls durch die Stadt führt die internationale Bahnlinie Kaliningrad–Kaunas. Von 1913/1914 bis 1945 existierte eine  Bahnstrecke nach Angerburg (polnisch Węgorzewo).
Zum Grenzübergang nach Litauen sind es 37 Kilometer, außerdem führt eine direkte Straßenverbindung zu einem Grenzübergang nach Polen (38 Kilometer).

## Religionen

### Evangelische Kirchengemeinden
In Gumbinnen wurde kurz nach Einführung der Reformation bereits im Jahre 1545 eine evangelische Gemeinde gegründet. Sie errichtete 1582 ihr erstes Gotteshaus, zu dem ein weitflächiges Kirchspiel gehörte. 1720 musste ein neues Kirchengebäude errichtet werden: die Altstädtische Kirche. Im Jahre 1752 kam die Salzburger Kirche als Filialkirche hinzu. Die Gemeinde war von Anfang an lutherisch geprägt. Sie zählte im Jahre 1925 mehr als 18.000 Gemeindeglieder.
Die reformierten Gemeindeglieder bildeten 1732 ihre eigene Kirchengemeinde, für die es ab 1739 mit der Neustädtischen Kirche (auch: Reformierte Kirche) ein eigenes Kirchengebäude gab. Die Gemeinde zählte 1925 etwas mehr als 3800 Gemeindeglieder.
Beide Kirchengemeinde gehörten bis 1945 zur Kirchenprovinz Ostpreußen der Kirche der Altpreußischen Union. Während die lutherische Gemeinde zum Kirchenkreis Gumbinnen gehörte, war die reformierte Gemeinde ein Teil des speziellen reformierten Kirchenkreises in Ostpreußen, der in Königsberg (Preußen) seinen Sitz hatte.
Flucht und Vertreibung der einheimischen Bevölkerung sowie die restriktive Religionspolitik der Sowjetunion brachten nach 1945 das kirchliche Leben in Gussew zum Erliegen. Seit den 1990er Jahren gibt es in der Stadt wieder eine evangelisch-lutherische Gemeinde mit dem östlichen Bereich der Oblast Kaliningrad als Kirchspiel. Pfarrkirche ist die 1995 wieder eingeweihte Salzburger Kirche. Die Gemeinde, zu der jetzt vor allem lutherische und reformierte Russlanddeutsche gehören, ist Teil der Propstei Kaliningrad (Königsberg) der Evangelisch-lutherischen Kirche Europäisches Russland.

### Kirchenkreis Gumbinnen
Der evangelische Kirchenkreis Gumbinnen bestand bis 1945 und umfasste sieben Pfarreien mit dazugehörigen Kirchspielen. Sein Gebiet entsprach dem des Kreises Gumbinnen, wobei die Kirche Szirgupönen allerdings bis 1825 zum Kirchenkreis Stallupönen gehörte:
| Name                                                  | Änderungsname 1938 bis 1946 | Russischer Name |
| ----------------------------------------------------- | --------------------------- | --------------- |
| Gerwischkehmen                                        | Gerwen                      | Priosjornoje    |
| Gumbinnen, Altstädtische Kirche mit Salzburger Kirche |                             | Gussew          |
| Ischdaggen                                            | Branden                     | Lermontowo      |
| Nemmersdorf                                           |                             | Majakowskoje    |
| Niebudszen                                            | Herzogskirch                | Krasnogorskoje  |
| Szirgupönen 1936–1938: Schirgupönen                   | Amtshagen                   | Dalneje         |
| Walterkehmen                                          | Großwaltersdorf             | Olchowatka      |

### Kirchengebäude

#### Altstädtische Kirche
Der Bau einer ersten und lutherischen Kirche in Gumbinnen war 1582 vollendet. Der 1720 unter König Friedrich Wilhelm I. errichtete Neubau wurde 1810/11 renoviert und erweitert und in klassizistischen Formen neu ausgestattet. Einen Turm erhielt die Kirche erst 1875. Im Oktober 1944 wurde die Kirche zerstört, die Ruinenreste 1945 abgeräumt.

#### Neustädtische Kirche
Das auch Reformierte Kirche genannte Gotteshaus an der einstigen Königstraße wurde in den Jahren 1736 bis 1739 als verputzter Ziegelbau errichtet. Den Entwurf fertigte Joachim Ludwig Schultheiß von Unfriedt aus. Der vorgesetzte Turm blieb unvollendet. Die Orgel stammte aus der Königsberger Werkstatt Adam Gottlob Casparinis. Das Gebäude wurde 1945 stark beschädigt und nach 1985 abgeräumt. Eine der drei Glocken überlebte auf dem Hamburger Glockenfriedhof und läutet heute in der Großwolder Kirche im ostfriesischen Westoverledingen.

#### Salzburger Kirche

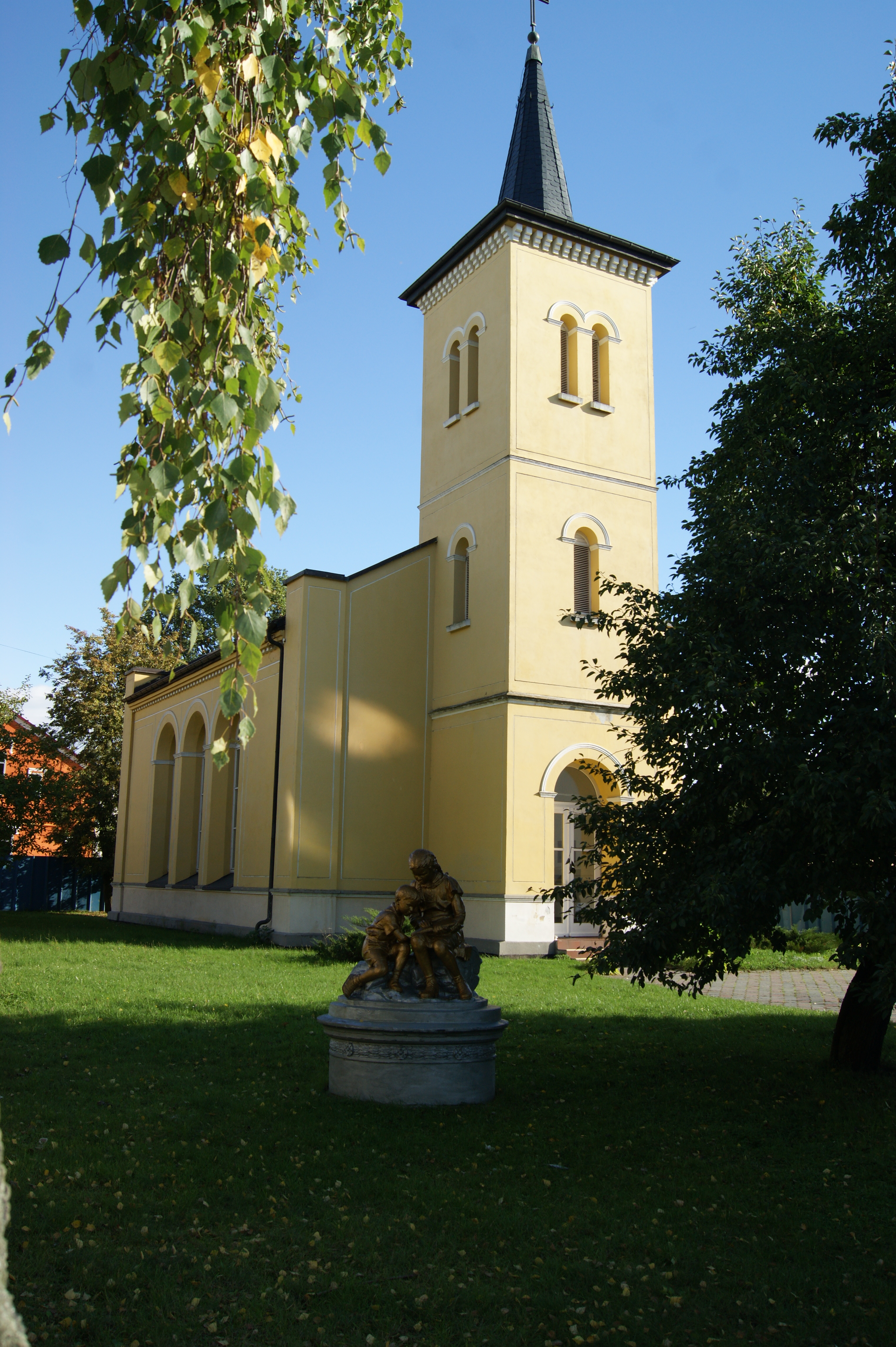
Salzburger Kirche

Die Salzburger Kirche, bis 1945 lutherische Filialkirche, steht an der früheren Salzburger Straße, der heutigen uliza Mendelejewa. Sie wurde 1840 als Nachfolgebau eines ersten Gotteshauses von 1752/54 errichtet. Es handelt sich um einen einfachen verputzten Ziegelbau mit vorgesetztem Turm. Im Januar 1945 wurde das Gebäude stark beschädigt, dann als Schuppen für den Straßenbau zweckentfremdet. Von 1993 bis 1995 konnte die Kirche wieder aufgebaut werden. Sie ist heute das einzige evangelische Gotteshaus in der Stadt Gussew.

### Evangelisch-freikirchlich

#### Altlutherische Kirche
Den Altlutheranern in Gumbinnen, einer kleinen Gemeinde mit 36 Gemeindegliedern im Jahre 1939, gehörte bis 1945 die 1923 bis 1926 errichtete Kreuzkirche an der früheren Schillerstraße. Es handelte sich bei ihr um einen achteckigen Bau mit Laterne im Zentrum des Daches. Im Süden war eine Vorhalle, im Norden eine Sakristei angebaut. Das Gebäude befindet sich in guter Verfassung und ist heute im Besitz der russisch-orthodoxen Kirche.

#### Baptisten
Der Baptistengemeinde in der einstigen Gumbinner Schillerstraße gehörte bis 1945 als Kapelle ein kleiner, neogotischer Bau vom Anfang des 20. Jahrhunderts. Im Jahre 1939 zählte die Gemeinde 130 Gemeindeglieder. Seit 1945 wird das Gotteshaus nicht mehr für kirchliche Zwecke genutzt und dient heute als Stallgebäude in privatem Besitz.

### Römisch-katholisch
Die Römisch-katholische Kirche besaß vor 1945 in Gumbinnen die St.-Andreas-Kirche an der Moltkestraße als eigenes Gotteshaus. Sie war in den Jahren 1900 bis 1901 errichtet und am 21. April 1901 geweiht worden. Zur katholischen Gemeinde zählten 1939 600 Gemeindeglieder. Sie war dem Dekanat Tilsit (heute russisch: Sowetsk) im Bistum Ermland zugeordnet.
Die Kirche kam unbeschadet durch den Zweiten Weltkrieg und liegt heute auf einem Kasernengelände, wo sie als Militärclubhaus zweckfremde Verwendung findet. Die Kapelle des ehemaligen Altstädtischen Friedhofes dient heute den Katholiken in Gussew als Gotteshaus.

### Russisch-orthodox
Der Russisch-orthodoxen Kirche wurde in den 1990er Jahren die einstige Kreuzkirche der Altlutheraner übereignet. Ihr Baustil wurde dem für Russland üblichen angepasst, so mit dem Anbau eines entsprechenden Turmes sowie der Innenausstattung mit einer Ikonostase. Die Gemeinde in Gussew gehört zur Diözese Kaliningrad und Baltijsk der russisch-orthodoxen Kirche.
Auf dem Platz der Altstädtischen Kirche entstand ab 2012 als neues russisch-orthodoxes Gotteshaus die Versöhnungskirche, die Einweihung erfolgt 2016.

### Juden
In Gumbinnen ließen sich jüdische Einwanderer relativ früh nieder. 1767 legten sie eine Betstube sowie einen eigenen Begräbnisplatz an. Im Jahre 1925 zählte die Gemeinde 198 Mitglieder; ihre Synagoge befand sich an der Langen Reihe. Am 9. November 1938 wurde sie durch einen von der SS gelegten Brand zerstört. Die meisten örtlichen Juden ergriffen danach die Flucht, u. a. nach Litauen und Polen. Im Jahre 1940 wurden die letzten Juden aus Gumbinnen wie auch ganz Ostpreußen deportiert.
In den 2010er Jahren leben wieder einige wenige Juden in Gussew. Eine Synagogengemeinde besteht hier jedoch noch nicht.

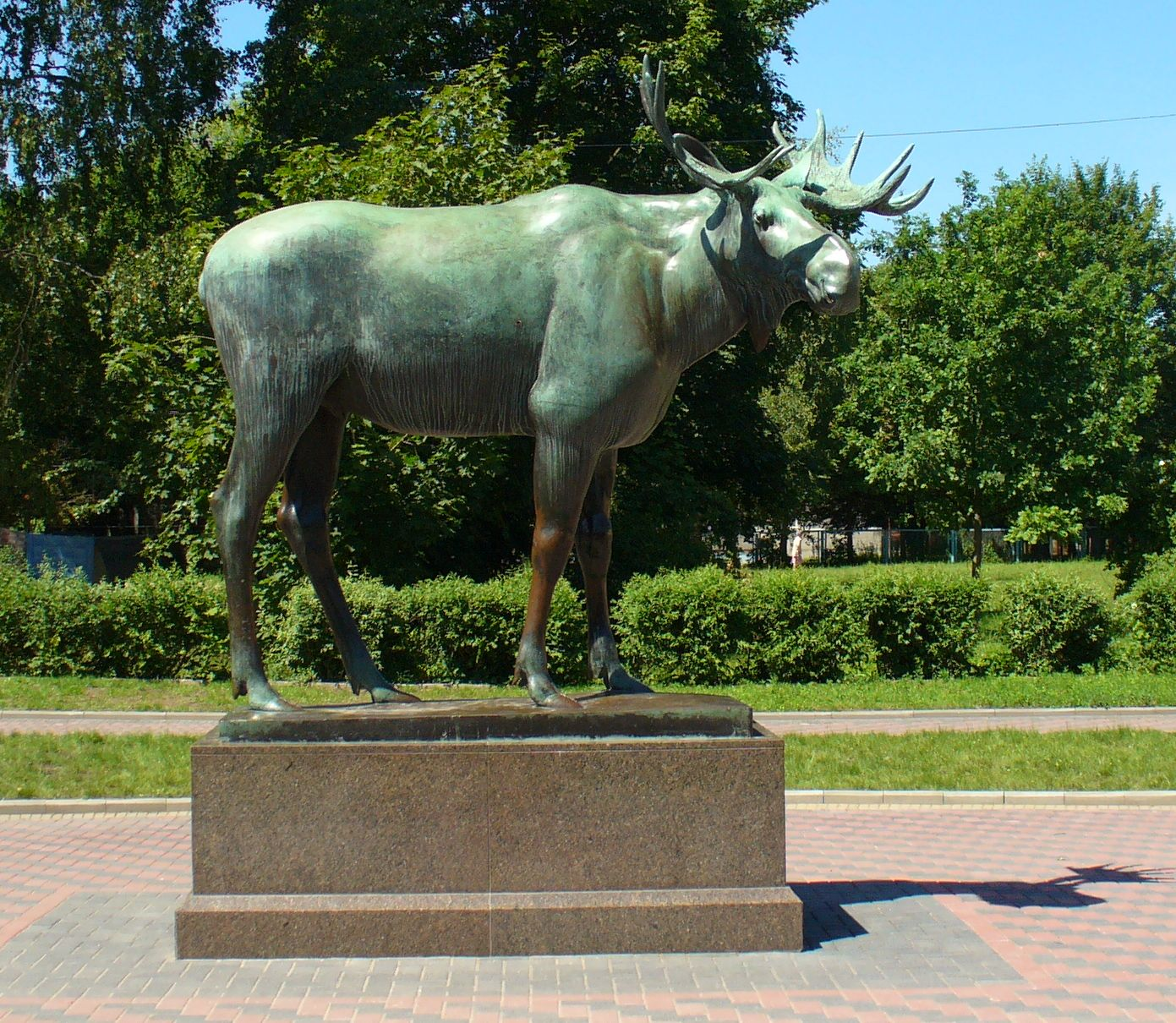
Der Elch

## Städtepartnerschaften
Gussew hatte mehrere Partnerstädte in Polen, darunter Gołdap (Goldap) und Pabianice (Pabianitz); diese Zusammenarbeit wurde aber von polnischer Seite in Folge des russischen Überfalls auf die Ukraine 2022 aufgekündigt.
Die deutsche Stadt Bielefeld ist seit 1954 Patenstadt für die aus der Stadt und dem Kreis Gumbinnen Geflohenen und Vertriebenen.

## Sehenswürdigkeiten
- Salzburger Kirche (Nachfolgebau von 1840), Haus Salzburg und Salzburger Anstalt
- Standbild Friedrich Wilhelms I. von Christian Daniel Rauch aus den Jahren 1824/1835 (nicht erhalten)
- Elchskulptur von Ludwig Vordermayer (siehe Bild)

## Persönlichkeiten

### Söhne und Töchter der Stadt
Nach Geburtsjahr geordnet
- Alexander von Wangenheim (1792–1867), Generalleutnant
- Adolf Borbstädt (1803–1873), Militär und Schriftsteller
- Julius Moser (1805–1879), Maler[35]
- Carl Schlick (1809–1874), Rittergutsbesitzer und Verwaltungsjurist
- Otto von Corvin (1812–1886), Schriftsteller, Militär und Revolutionär
- August Fendler (1813–1883), Botaniker
- Wilhelm Habrucker (1815–1891), Superintendent in Memel
- Eduard von Young (1815–1886), Landrat von Schlochau, Strasburg und Czarnikau
- Waldemar Hoffheinz (1823–1897), Pfarrer in Tilsit
- Eduard Kammer (1839–1910), Altphilologe und Gymnasiallehrer
- Conrad Max von Unruh (1842–1921), preußischer Landrat
- Richard Friese (1854–1918), Tiermaler
- Ernst Voulliéme (1862–1930), deutscher Bibliothekar und Inkunabelforscher
- Ernst Schliewen (1867–1945), Reichsgerichtsrat
- Ernst Rosenfeld (1869–1952), Jurist, Hochschullehrer und -rektor
- Helene Wagenbichler (1869–1942), Malerin
- Bruno Schwaiger (1877–1927), deutscher Kaufmann und Genossenschaftsdirektor
- Hans Pfundtner (1881–1945), Ltd. Staatssekretär im Reichsinnenministerium
- Herbert Mueller (1885–1966), deutscher Sinologe
- Walter von Corswant (1886–1942), Gauleiter der NSDAP, MdR
- Werner Friedrich (1886–1966), Jurist
- Gotthard Heinrici (1886–1971), Generaloberst
- Werner Pollack (1886–1979), Verwaltungsjurist
- Günther Jachmann (1887–1979), Philologe
- Bruno Bieler (1888–1966), General der Infanterie
- Willy Usadel (1894–1952), Chirurg, Hochschullehrer und SA-Führer
- Carl Werner Dankwort (1895–1986), Diplomat
- Erwin Kern (1898–1922), Attentäter und Marineoffizier
- Ernst Witt (1898–1971), Architekt, Hochschullehrer und Konsistorialbaumeister
- Georg Usadel (1900–1941), Lehrer, MdR
- Paul-Heinrich Lange (1908–1989), Unternehmer und Segelsportler
- Gustav Müller (1908–1973), Politiker, Mitglied des Landtags von Niedersachsen
- Werner Ernst (1910–2002), Jurist, Bundesrichter und Staatssekretär
- Siegfried Fornaçon (1910–1987), evangelischer Theologe und Schifffahrtsforscher
- Alfred Rietdorf (1912–1943), Bühnenbildner, Maler und Autor
- Bruno Dilley (1913–1968), Pilot, Ritterkreuzträger
- Alfred Klein (1915–2003), deutscher Wirtschaftswissenschaftler
- Johannes Wirsching (1929–2004), evangelischer Theologe und Hochschullehrer
- Gerd Siemoneit-Barum (1931–2021), Dompteur
- Arno Hecht (1932–2014), Pathologe, bis 1993 Hochschullehrer in Leipzig[36]
- Karl-Heinz Jähn (* 1932), Übersetzer
- Jürgen Dieckert (* 1935), Sportwissenschaftler und Sportfunktionär
- Klaus Magnus (* 1936), Maler und Grafiker
- Sabine Giesbrecht (* 1938), Musikwissenschaftlerin
- Manfred Kunter (1940–2025), deutscher Anthropologe
- Karl-Heinz Morscheck (* 1940), bildender Künstler und Buchautor
- Hans-Jürgen Rennack (* 1942), Brigadegeneral des Heeres der Bundeswehr
- Karin Burneleit (* 1943), Leichtathletin
- Waldemar Hopfenbeck (* 1944), BWL-Professor
- Hermann Alfred Schumacher (1944–2011), Schriftsteller und Anglist
- Oleg Gasmanow (* 1951), Schlagersänger, -komponist und -produzent, „Volkskünstler Russlands“
- Wladimir Wdowitschenkow (* 1971), Filmschauspieler, Verdienter Künstler der Russischen Föderation

### Mit der Stadt verbunden
Nach Geburtsjahr geordnet
- Theodor von Schön (1773–1856), preußischer Staatsmann, von 1809 bis 1815 (mit kurzen Unterbrechungen) Regierungspräsident in Gumbinnen
- Christian Daniel Rauch (1777–1857), Bildhauer, schuf Standbild Friedrich Wilhelms I. in Gumbinnen
- Hans Victor von Unruh (1806–1886), Politiker und Regierungsrat
- Wernher von Braun (1912–1977), Raketenkonstrukteur
- Dietrich Brauer (* 1983), Erzbischof

### Ehrenbürger
- Hans Pfundtner (1881–1945), Staatssekretär im Reichsinnenministerium (wegen der nationalsozialistischen Vergangenheit nicht Ehrenbürger des russischen Gussew)